# Viaduc d'Yverdon
Le viaduc d'Yverdon, est un viaduc routier parcouru par l'autoroute A5 et enjambant la plaine de l'Orbe au sud de la ville d'Yverdon, en Suisse. D'une longueur de 3 155 m, c'est le plus long pont routier de Suisse.

## Histoire
Lors de la réalisation de l'autoroute A5, le tracé choisi est un contournement des villes de Grandson et d'Yverdon. En raison du terrain marécageux de la plaine de l'Orbe au sud d'Yverdon, un viaduc est construit pour effectuer la jonction avec l'autoroute A1. Il enjambe notamment la Thièle, le Bey, le Mujon, le canal Oriental ainsi que la ligne ferrovière Lausanne – Bienne. Les travaux commencent en mars 1979 et et se terminent en août 1983. La réalisation est confiée à un consortium d'entreprises vaudoises,. Le pont ainsi que le tronçon d'autoroute Yverdon-Grandson sont inaugurés en juin 1984.
Le pont mesure 3 155 m de long pour 23 m de large. Il est supporté par des piliers haut de 6 à 10 m qui s'enfoncent jusqu'à 40 m sous terre.
En 2024, l'Office fédéral des routes décide de tirer parti de l'orientation sud-ouest du viaduc et octroie à Helion Energy SA (de) l'autorisation d'y installer une centrale solaire photovoltaïque. 2 423 panneaux sont posés entre mai et novembre 2025. La production annuelle moyenne est estimée à 1 GWh,.